# Fourilles
Fourilles är en kommun i departementet Allier i regionen Auvergne-Rhône-Alpes i de centrala delarna av Frankrike. Kommunen ligger  i kantonen Chantelle som ligger i arrondissementet Moulins. År 2022 hade Fourilles 191 invånare.

## Befolkningsutveckling
Antalet invånare i kommunen Fourilles
Referens: INSEE